# 莱姆 (大西洋比利牛斯省)
莱姆（法語：Lème，法語發音：[lɛm]）是法国大西洋比利牛斯省的一个市镇，属于波城区。

## 地理
莱姆（43°29'35"N, 0°22'2"W）面积6.72 平方千米，位于法国新阿基坦大区大西洋比利牛斯省，该省份为法国东南部省份，涵盖了贝阿恩与北巴斯克，西临大西洋比斯開灣，北至朗德省，东北接热尔省，东临上比利牛斯省，南与西班牙接壤。
与莱姆接壤的市镇（或旧市镇、城区）包括：欧加、加尔莱德蒙代巴、梅拉克、泰兹、普利亚克。

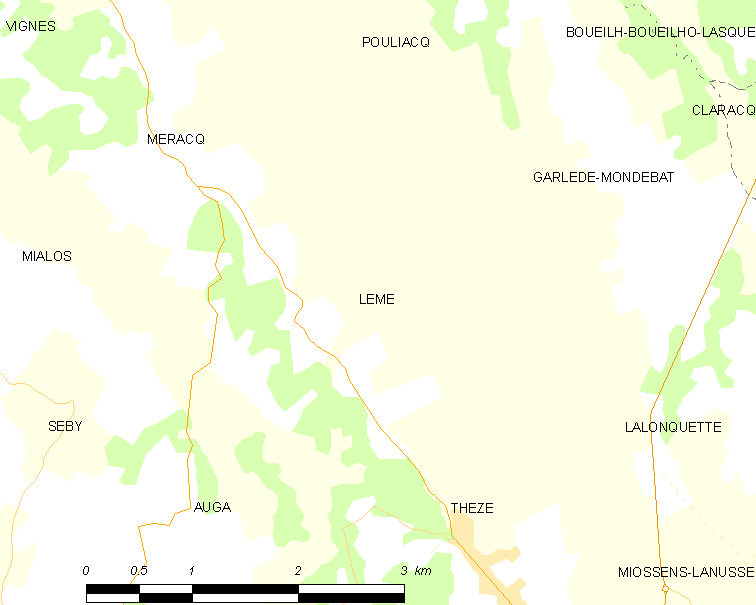
的OSM定位图

莱姆的时区为UTC+01:00、UTC+02:00（夏令时）。

## 行政
莱姆的邮政编码为64450，INSEE市镇编码为64332。

## 政治
莱姆所属的省级选区为吕伊河土地和维克比伊山坡县。

## 人口

1962-2008年间人口变化图示

莱姆于2022年1月1日时的人口数量为168人。